# Шахта-30
Шахта-30 (рос. Шахта-30) — печера в Челябінській області Росії, на Південному Уралі. Печера вертикального типу простягання. Загальна протяжність — 92 м. Глибина печери становить 35 м. Категорія складності проходження ходів печери — 1.